# اک-بالون، نارین
اک-بالون، نارین (به لاتین: Ak-Bulun, Naryn) یک منطقهٔ مسکونی در قرقیزستان است که در استان نارین واقع شده‌است.

## خصوصیات
اک-بالون ۲٬۲۰۰ متر بالاتر از سطح دریا واقع شده‌است.